# Eine schwimmende Stadt

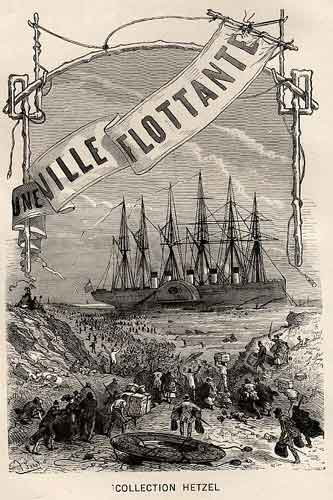
Buchillustration für die Titelseite von Jules Férat

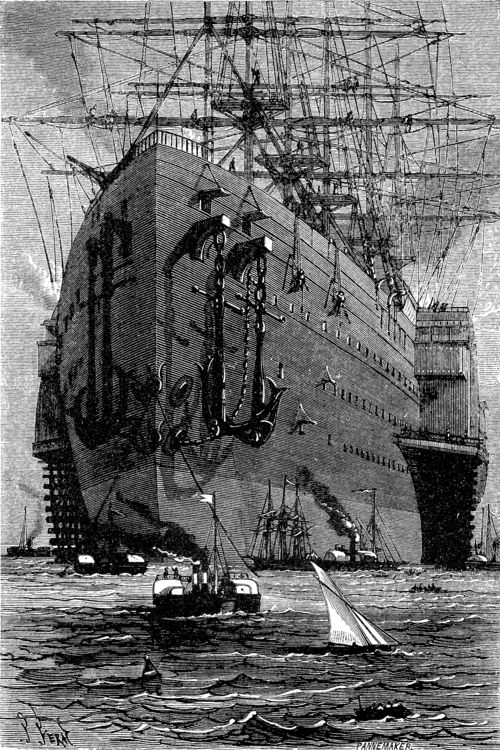
Die Great Eastern in einer Buchillustration von Julese Férata

Eine schwimmende Stadt ist ein Roman des französischen Autors Jules Verne über eine Schiffsreise.
Der Roman wurde erstmals am 9. August und 6. September 1870 im Journal des Débats unter dem französischen Titel Une ville flottante veröffentlicht. Die Veröffentlichung in Buchform erfolgte am 17. Juli 1871 unter dem Titel Une ville flottante zusammen mit der Kurzgeschichte Die Blockade-Brecher (Forceurs de blocus) im Verlag Pierre-Jules Hetzel in Paris. Die erste deutschsprachige Ausgabe erschien 1875 unter dem Titel Eine schwimmende Stadt.

## Hintergrund
In diesem Roman mit autobiographischen Zügen schildert der technikbegeisterte Jules Verne die Überfahrt auf der von Isambard Kingdom Brunel gebauten Great Eastern in die Vereinigten Staaten, die er so tatsächlich im Frühjahr 1867 mit seinem Bruder Paul Verne als Passagier angetreten hatte. Da auf der Überfahrt nichts Aufregendes passiert war, schmückte Verne seine Erlebnisse aus.
Er nutzte dazu unter anderem Zwischenfälle und Pannen, die sich so an Bord des Schiffes aufgrund der noch nicht komplett ausgereiften Technik ereignet haben sollen. Die Great Eastern hatte eine Länge von 211 Metern und überforderte durch ihre bis zu diesem Zeitpunkt noch nicht dagewesene Größe die Erbauer und den Betreiber. Verne schildert auch eine Reihe von weniger schwerwiegenden Zwischenfällen, die er nur aus Erzählungen kannte. Trotzdem zeigt Verne in dem Roman seine Begeisterung für das Schiff. Er sieht in ihm einen Triumph des menschlichen Geistes. Seine einer Reportage ähnliche Schilderung hat Verne durch eine kleine, dramatische Liebesgeschichte ergänzt.
Nur die Beschreibungen des maritimen Umfeldes und die des Ausfluges zu den Niagarafällen entsprechen vollständig der von ihm erlebten Realität. Die Niagarafälle besuchte Verne mit seinem Bruder auch in der Realität. Sie befuhren den Hudson River mit einem Dampfboot in Richtung Albany, um von dort mit dem Zug auf die kanadische Seite der Niagarafälle zu gelangen. Die Fälle begeisterten ihn so sehr, dass er sie unter anderem als Schauplatz in seinen Büchern Robur der Eroberer und Die Familie ohne Namen verwendete.